# 第1航空艦隊 (日本海軍)
第1航空艦隊是大日本帝國海軍的一個艦隊，沿革上轄有航空母艦及基地航空部隊。

## 歷史

### 機動部隊時代
1941年（昭和16年）4月10日以海軍中將南雲忠一為司令長官編制成軍。基幹艦隊有第1航空戰隊「赤城」「加賀」、第2航空戰隊「飛龍」「蒼龍」等之航空母艦，太平洋戰爭開戰之前再編入第5航空戰隊「翔鶴」「瑞鶴」。再進一步看，除少數的舊式驅逐艦外，編制上僅有航空母艦，故而形成不完全的機動部隊。實戰時，軍隊區分是以第1艦隊加上臨時配屬的第2艦隊護衛艦艇以進行作戰行動。
太平洋戰爭開頭時為參加偷襲珍珠港行動的主力艦隊，戰果輝煌。
1942年（昭和17年）4月艦隊編制改訂，隷下部隊編有新設的第10戰隊（輕巡洋艦「長良」與驅逐艦12艘），且領有直屬的護衛艦艇。同月發生座礁事故，除「加賀」號之外5艘航空母艦開始進出印度洋，戰果有擊沈英國皇家海軍「競技神號航空母艦」，轟擊斯里蘭卡東部省的亭可馬裡港（錫蘭海戰）。
因同年6月5日中途島海戰中敗北損失4艘航空母艦，故而解散第1航空艦隊。殘存之航空母艦、護衛戰艦等建制為空母機動部隊，再編成第3艦隊。

#### 歷代司令長官
- 南雲忠一中將（1941年4月10日 - 1942年7月14日）

#### 歷代參謀長
- 草鹿龍之介少將（1941年4月15日 - 1942年7月14日）

### 基地航空隊時代
1943年（昭和18年）7月1日再編成基地航空部隊，由大本營直轄。開始對陷落的基里巴斯群島、馬紹爾群島及丘克群環礁進行空襲，1944年（昭和19年）2月轉到聯合艦隊。司令長官由角田覺治海軍中將親補，不過在1944年（昭和19年）7月的天寧島戰役中角田司令長官拔手榴彈自盡戰死。
之後、再編部隊從菲律賓撤退。司令長官寺岡謹平中將調走後，10月20日再由大西瀧治郎中將就任。此時，大西中將推進聞名的神風特攻隊戰術。當年司令部撤退到台灣新竹機場，再行穿越菲律賓海峽和支援硫磺島強行出擊。
1945年（昭和20年）5月10日最後的司令長官由志摩清英中將就任。約1個月後的6月15日第一航空艦隊解散。

#### 歷代司令長官
- 角田覺治中將（昭和18年7月1日 - 昭和19年8月2日）
- 寺岡謹平中將（昭和19年8月7日 - 昭和19年10月20日）
- 大西瀧治郎中將（昭和19年10月20日 - 昭和20年5月10日）
- 志摩清英中將（昭和20年5月10日 - 昭和20年6月15日）

#### 歷代參謀長
- 三和義勇大佐（昭和18年7月1日 - 昭和19年7月14日）
- 小田原俊彦大佐（昭和19年8月7日 - 昭和20年1月8日）
- 菊池朝三少將（昭和20年1月8日 - 昭和20年5月10日）
- 中澤佑少將（昭和20年5月10日 - 昭和20年6月15日）

## 所屬戰隊
(太平洋戰爭開戰時)
- 第1航空戰隊
- 第2航空戰隊
- 第4航空戰隊
- 第5航空戰隊

## 參加作戰
- 珍珠港攻擊
- 印度洋空襲
- 雷伊泰灣海戰
- 中途島海戰
- 天寧島戰役

## 關連項目
- 艦隊
- 聯合艦隊
- 軍事單位
- 海軍航空部隊
- 大日本帝國海軍航空隊列表

## 外部連結
- Nishida, Hiroshi. . 第1航空艦隊 (日本海軍).   [2008-03-31]. （原始内容存档于2013-01-30）.
- Wendel, Marcus. . Japanese Navy  1st Air Fleet第1航空艦隊 (日本海軍).   [2008-03-31]. （原始内容存档于2021-04-22）.
- 日本陸海軍事典